# Liga Premier de Afganistán 2013
La Liga Premier de Afganistán 2013 fue la segunda edición del torneo desde la suspensión de la Liga de la Ciudad de Kabul, disputada por ocho equipos del 29 de agosto del 2013 hasta el 11 de octubre del 2013. Finalizó campeón el club Shaheen Asmayee.

## Sistema de campeonato
Se disputó una temporada regular de tres fechas distribuidos los ocho clubes en dos grupos de cuatro equipos cada uno, los dos equipos con mayor puntaje en cada grupo clasificaron a la fase de semifinales, enfrentándose en doble partido para definir los finalistas del torneo, entre los dos perdedores de la fase anterior se disputó un partido único para definir tercer y cuarto lugar del torneo. El campeón se definió en un solo partido entre los ganadores de cada llave en la fase de semifinales.

## Equipos participantes
| Club                  | Locación   | Grupo   |
| --------------------- | ---------- | ------- |
| De Spin Ghar Bazan FC | Este       | Grupo A |
| Mawjhai Amu FC        | North-Este | Grupo A |
| Simorgh Alborz FC     | North      | Grupo A |
| Toofaan Harirood FC   | West       | Grupo A |
| De Abasin Sape FC     | South East | Grupo B |
| De Maiwand Atalan FC  | South West | Grupo B |
| Oqaban Hindukush FC   | Center     | Grupo B |
| Shaheen Asmayee FC    | Kabul      | Grupo B |

## Temporada regular
Disputada del 29 de agosto al 27 de septiembre del 2013.

### Grupo A
|  | Pos. | Equipo                |  | PJ | PG | PE | PP | GF | GC | Dif. | Pts. |
|  | ---- | --------------------- |  | -- | -- | -- | -- | -- | -- | ---- | ---- |
|  | 1º   | Toofaan Harirod FC    |  | 3  | 2  | 1  | 0  | 11 | 3  | +8   | 7    |
|  | 2º   | Simorgh Alborz FC     |  | 3  | 1  | 2  | 0  | 10 | 5  | +5   | 5    |
|  | 3º   | De Spin Ghar Bazan FC |  | 3  | 1  | 0  | 2  | 11 | 2  | +9   | 3    |
|  | 4º   | Mawjhai Amu FC        |  | 3  | 0  | 1  | 2  | 3  | 7  | -4   | 1    |

| Toofaan Harirod | 5 : 0 | De Spin Ghar Bazan | Nacional de Afganistán | 22 de agosto | 16:30 |
| Simorgh Alborz  | 2 : 2 | Mawjhai Amu        | Nacional de Afganistán | 29 de agosto | 16:30 |

| Simorgh Alborz  | 5 : 0 | De Spin Ghar Bazan | Nacional de Afganistán | 5 de septiembre  | 16:30 |
| Toofaan Harirod | 3 : 0 | Mawjhai Amu        | Nacional de Afganistán | 13 de septiembre | 16:30 |

| Toofaan Harirod | 3 : 3 | Simorgh Alborz     | Nacional de Afganistán | 19 de septiembre | 16:30 |
| Mawjhai Amu     | 1 : 2 | De Spin Ghar Bazan | Nacional de Afganistán | 26 de septiembre | 16:30 |

### Grupo B
|  | Pos. | Equipo               |  | PJ | PG | PE | PP | GF | GC | Dif. | Pts. |
|  | ---- | -------------------- |  | -- | -- | -- | -- | -- | -- | ---- | ---- |
|  | 1º   | Shaheen Asmayee FC   |  | 3  | 3  | 0  | 0  | 6  | 1  | +4   | 9    |
|  | 2º   | Oqaban Hindukush FC  |  | 3  | 2  | 0  | 1  | 8  | 5  | +3   | 6    |
|  | 3º   | De Abasin Sape FC    |  | 3  | 1  | 0  | 2  | 3  | 6  | -3   | 3    |
|  | 4º   | De Maiwand Atalan FC |  | 3  | 0  | 0  | 3  | 1  | 6  | -5   | 0    |

| Shaheen Asmayee   | 3 : 1 | Oqaban Hindukush | Nacional de Afganistán | 23 de agosto | 16:30 |
| De Maiwand Atalan | 0 : 2 | De Abasin Sape   | Nacional de Afganistán | 30 de agosto | 16:30 |

| De Maiwand Atalan | 1 : 2 | Shaheen Asmayee  | Nacional de Afganistán | 6 de septiembre  | 16:30 |
| De Abasin Sape    | 1 : 5 | Oqaban Hindukush | Nacional de Afganistán | 12 de septiembre | 16:30 |

| Oqaban Hindukush | 2 : 0 | De Maiwand Atalan | Nacional de Afganistán | 20 de septiembre | 16:30 |
| Shaheen Asmayee  | 1 : 0 | De Abasin Sape    | Nacional de Afganistán | 27 de septiembre | 16:30 |

## Semifinales
Disputada del 3 al 7 de octubre.
| 3 de octubre de 2013, 15:30 | Toofaan Harirod FC | 2 : 0   | Shaheen Asmayee FC | Estadio Nacional de Afganistán, Kabul |  |
|                             |                    | Reporte |                    |                                       |  |

| 6 de octubre de 2013, 15:00 | Shaheen Asmayee FC | 3 : 0   | Toofaan Harirod FC | Estadio Nacional de Afganistán, Kabul |  |
|                             |                    | Reporte |                    |                                       |  |

| 4 de octubre de 2013, 15:30 | Oqaban Hindukush FC | 2 : 1   | Simorgh Alborz FC | Estadio Nacional de Afganistán, Kabul |  |
|                             |                     | Reporte |                   |                                       |  |

| 7 de octubre de 2013, 15:00 | Simorgh Alborz FC | 3 : 1   | Oqaban Hindukush FC | Estadio Nacional de Afganistán, Kabul |  |
|                             |                   | Reporte |                     |                                       |  |

## Tercer lugar
| 10 de octubre de 2013, 14:30 | Toofaan Harirod FC | 4 : 0   | Oqaban Hindukush FC | Estadio Nacional de Afganistán, Kabul |  |
|                              |                    | Reporte |                     |                                       |  |

## Final
| 11 de octubre de 2013, 15:00 | Shaheen Asmayee FC | 3 : 1   | Simorgh Alborz FC | Estadio Nacional de Afganistán, Kabul |  |
|                              |                    | Reporte |                   |                                       |  |

| Campeón                      |
| Shaheen Asmayee FC 1º título |